# Frieder Meyer-Krahmer
Frieder Meyer-Krahmer (* 20. Dezember 1949 in Heidelberg) ist ein deutscher Ökonom und Innovationsforscher. Von 2005 bis Dezember 2009 war er Staatssekretär im Bundesministerium für Bildung und Forschung (BMBF).

## Leben
Frieder Meyer-Krahmer ist der Sohn von Hans-Georg Meyer-Krahmer (1920–1952) und Marianne Meyer-Krahmer (1919–2011), der Tochter von Carl Friedrich Goerdeler, einem im NS-Regime hingerichteten Widerstandskämpfer.
Er studierte von 1968 bis 1975 Mathematik, Volkswirtschaft und Politische Wissenschaft in Heidelberg, Bonn und Frankfurt. 1978 promovierte er an der Universität Frankfurt mit einer Arbeit „Der Erklärungswert der ökonomischen Theorie der Politik für politische Entscheidungsprozesse“ zum Dr. rer. pol. 
Beruflich führte sein Weg für rd. 30 Jahre in die außeruniversitäre Forschung. Im Jahr 1982 hielt er sich zu einem Forschungsaufenthalt an der Yale University in den USA auf. Von 1986 bis 1990 war er Abteilungsleiter am Deutschen Institut für Wirtschaftsforschung (DIW) in Berlin, wo er die damalige Abteilung für Industrie und Technologie leitete. 1989 wurde Meyer-Krahmer an der Universität Stuttgart habilitiert. Anschließend wechselte er vom DIW zur Fraunhofer-Gesellschaft: Von 1990 bis 2005 war er Leiter des Fraunhofer-Instituts für System- und Innovationsforschung in Karlsruhe, unterrichtete als Universitätsprofessor an der Université Louis Pasteur Strasbourg und war Mit-Herausgeber der international renommierten Zeitschrift Research Policy. Schwerpunkte seiner Arbeit waren Wissens- und Innovationsökonomie sowie Forschungs- und Innovationspolitik. 
Von Februar 2005 bis Dezember 2009 war Meyer-Krahmer Staatssekretär am deutschen Bundesministerium für Bildung und Forschung (BMBF). In dieser Eigenschaft war er unter anderem Mitglied des Wissenschaftsrates und Mitglied des Senats der Leibniz-Gemeinschaft. Er war zuständig für die nationale Forschungsförderung sowie die europäische und internationale Bildungs- und Forschungspolitik. Er koordinierte regierungsweit die High-Tech Strategie der Bundesregierung und war Beauftragter der Bundeskanzlerin für die Etablierung des Europäischen Instituts für Innovation und Technologie (EIT). Seine Anliegen waren vorrangig die Modernisierung des deutschen Wissenschaftssystems und eine ganzheitliche Innovationspolitik. 
Anschließend war er für 4 Jahre persönlicher Berater des EU-Umweltkommissar Janez Potočnik, Research Fellow am Wissenschaftszentrum Berlin und Mitglied der internationalen Jury der Exzellenzinitiative für französische Universitäten.
1978 erhielt er einen Preis der IHK Frankfurt für die beste Jahrgangsdissertation, 2005 wurde ihm durch den Präsidenten der französischen Republik der Chevalier dans l'Ordre national du Mérite und 2015 der japanische Orden der Aufgehenden Sonne am Band (Kyokujitsu chujusho) verliehen.
Meyer-Krahmer ist mit Ulrike Meyer-Krahmer geb. Strecker verheiratet und ist Vater und Großvater.